# Mehrhoog
Mehrhoog ist ein Ortsteil der Stadt Hamminkeln im Kreis Wesel in Nordrhein-Westfalen.
In Ortsnähe treffen sich die Landstraße 7 (ehemals Bundesstraße 8), die Landesstraße 602 und die Kreisstraße 11.

## Geschichte

Lage von Mehrhoog in Hamminkeln

### Ortsgeschichte
Die ältesten Spuren menschlichen Wirkens auf dem Gebiet des heutigen Mehrhoog reichen bis in die Latènezeit zurück.
In der Nähe des Bahnhofs wurden römische Silber- und Kupfermünzen aus der Zeit 249 bis 270 n. Chr. sowie Gefäße aus Terra Sigillata gefunden.
Im Siebenjährigen Krieg besiegte am 5. August 1758 in der Schlacht bei Mehr (franz. Affaire de Meer) der braunschweigische Generalleutnant von Imhoff die französischen Truppen unter General Chevert. Sie fand zwischen der alten Poststraße und dem Wohngebiet „Im Kuckuck“ statt. Das Imhoff-Denkmal im Storchenweg erinnert an diese Schlacht.
Die Hollands-Mühle ist seit 1790 nachgewiesen. Sie liegt zwischen der Rheinstraße und dem Köpenweg. Heute sind von der Mühle nur noch Reste des Fundaments erhalten.
1813, zur Zeit der französischen Interimsherrschaft, gehörte Mehrhoog zu Mehr, Mairie Haldern, Kanton Rees im Arrondissement Rees im Département Lippe.
Ab 1816 gehörte Mehrhoog mit damals gerade einmal 202 Einwohnern, weiterhin als Teil von Mehr, zur Gemeinde Haffen-Mehr; diese gehörte zur Bürgermeisterei bzw. zum Amt Haldern im Kreis Rees der Provinz Jülich-Kleve-Berg im Regierungsbezirk Kleve. Ab 1822 gehörte der Kreis Rees zur Rheinprovinz im Regierungsbezirk Düsseldorf.
Durch die Mehr’sche Heide wurde von 1853 bis 1856 die Bahnstrecke Oberhausen–Arnhem gebaut und in Mehrhoog eine Bahnstation errichtet, wodurch der Ort in der Folgezeit beträchtlich an Größe gewann.
Die heutige katholische Kirche wurde am 1. Oktober 1966 eingeweiht.
Am 1. Januar 1975 wurde Mehrhoog im Zuge des zweiten Neugliederungsprogramms zu einem Teil der Gemeinde Hamminkeln, die 1995 zur Stadt erhoben wurde.

### Ortsname
Bis zur Mitte des 19. Jahrhunderts gehörte das Gebiet zum Ort Mehr und war als Mehße Hejde oder Mehr’sche Heide bekannt. Eine andere Ortsschreibweise im Jahre 1807 war Mehr’sche Hoog. In einer Urkunde aus dem Jahre 1823 findet sich erstmals die jetzige Schreibweise Mehrhoog. Als 1856 der Bahnhof (an der Hollandstrecke gelegen) von der Eisenbahngesellschaft Mehrhoog genannt wurde, setzte sich der Name endgültig durch.
Der Ortsnamenteil Mehr sagt, dass der Ort in der Nähe eines Meers, eines früheren Rheinarms, liegt. Hoog bedeutet höher. Mehrhoog ist also der höher liegende Teil des alten Ortes Mehr.

## Wappen
Blasonierung: Schrägrechts geteilt oben Grün unten Gold (Gelb) mit einem farbenwechselnden Kreis in Gold (Gelb) Grün belegt.
Bedeutung: Das Wappen symbolisiert die Landschaft Mehrhoogs, die sandigen Böden der Heidelandschaft und die grünen Felder. Die schräge Linie steht für die Eisenbahnlinie Oberhausen-Amsterdam, die den Ort von Südost nach Nordwest durchschneidet. Der Kreis bezieht sich auf das Wappen der Stadt Hamminkeln.

## Bildung
Im Ort gibt es
- einen katholischen Kindergarten
- eine Kindertagesstätte der Arbeiterwohlfahrt
- eine Kindertagesstätte der Lebenshilfe Unterer Niederrhein
- eine Gemeinschaftsgrundschule

## Verkehr

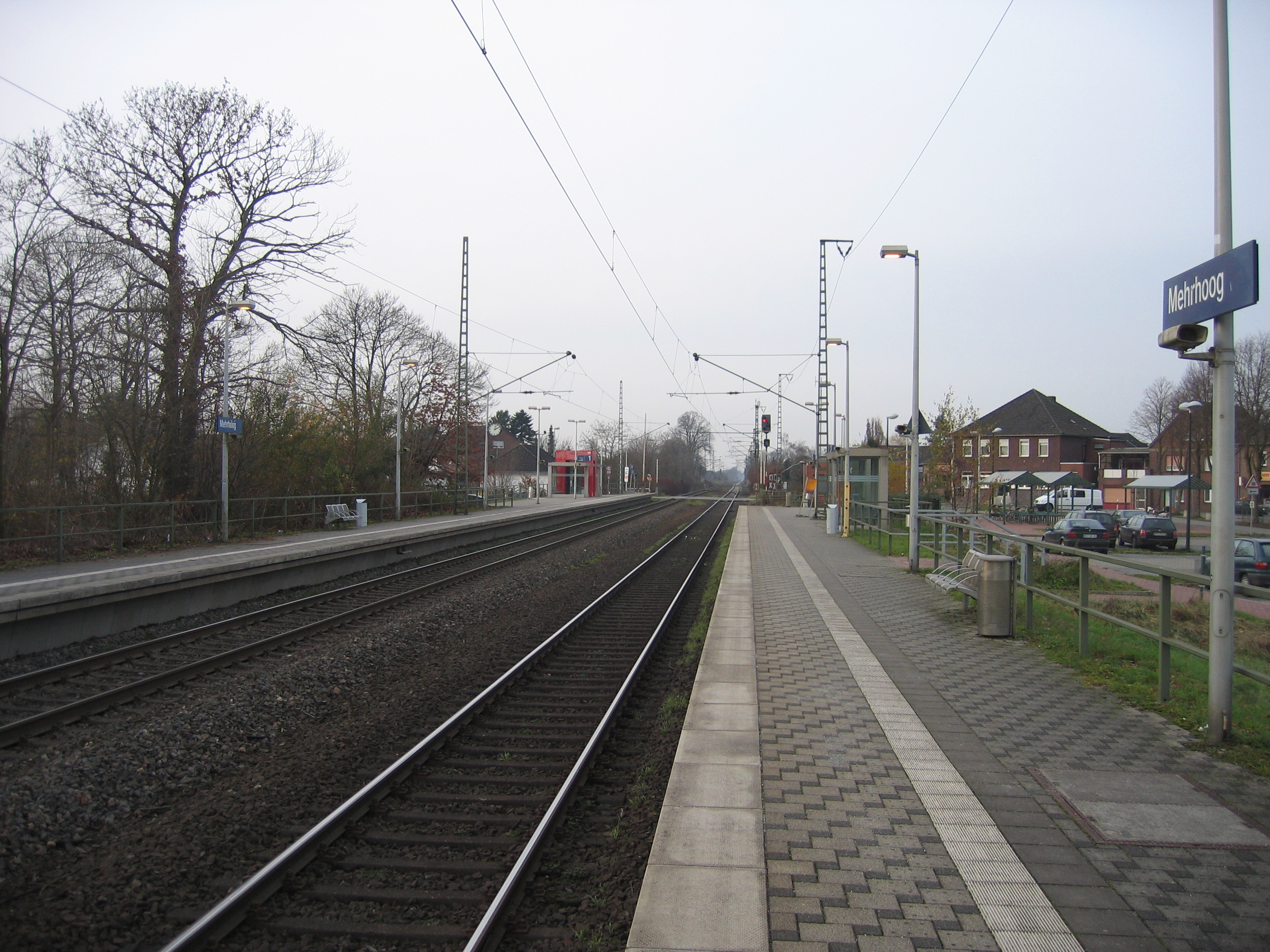
Haltepunkt Mehrhoog

Der Bahnhof Mehrhoog liegt an der zweigleisigen elektrifizierten Bahnstrecke Oberhausen–Arnhem. Dort hält im Schienenpersonennahverkehr stündlich der RE 19 (Rhein-IJssel-Express).
| Linie | Verlauf | Takt   | Betreiber |
| ----- | --- | ------ | --------- |
| RE 19 | Rhein-IJssel-Express: Arnhem Centraal – Zevenaar – Emmerich-Elten – Emmerich – Praest – Millingen (b Rees) – Empel-Rees – Haldern (Rheinl) – Mehrhoog – Wesel Feldmark – Wesel – Friedrichsfeld (Niederrhein) – Voerde (Niederrhein) – Dinslaken – Oberhausen-Holten – Oberhausen-Sterkrade – Oberhausen Hbf – Duisburg Hbf – Düsseldorf Flughafen – Düsseldorf Hbf Stand: Fahrplanwechsel Dezember 2023 | 60 min | VIAS      |

## Vereine
- VfR Haffen-Mehr-Mehrhoog 1922 e. V.
- Tennis Club Mehrhoog e. V.
- Turnverein Mehrhoog 1964 e. V.
- Bürgerschützenverein Mehrhoog e. V.
- Männerchor Mehrhoog 1982
- Ev. Kirchenchor Mehrhoog
- Pfarrcecilienchor Heilig Kreuz Mehrhoog
- Flötengruppe Mehrhoog
- Folkloretanzkreis Mehrhoog
- Bauchtanzgruppe Mehrhoog
- Budo-Verein Mehrhoog e. V.
- Taubenverein „Sturmvogel“ Mehrhoog
- Taubenverein „Unser Stolz“ Mehrhoog
- Rheinische Landfrauen Ortsverein Loikum-Töven-Mehrhoog
- Gewerbestammtisch Mehrhoog e. V.
- Bürger-Bus Mehrhoog e. V.
- Mehrhooger Bürgerverein e. V.
- Trägerverein der Begegnungsstätte Mehrhoog e. V.
- MehrhoogHilft (Flüchtlingshilfe)